# Pep Musté i Nogué
Josep «Pep» Musté i Nogué (Sant Quirze de Besora, 8 d'agost de 1957) és un pagès i lluitador independentista català.

## Biografia
Fill de treballadors del tèxtil en una fàbrica de Sant Quirze de Besora, Musté va estudiar al col·legi del poble fins als vuit anys que va anar intern a l'escola Salesians de Ripoll, fins als setze anys. Després va anar a fer el COU a Vic, però ho va deixar perquè ja treballava de comptable en una empresa de la seva vila natal. Va prendre consciència política quan Enron va pretendre extreure urani de l'Esquirol.
Va ser dinamitzador dels Comitès de Solidaritat amb els Patriotes Catalans i fundador, el 1984, del Moviment de Defensa de la Terra a la comarca d'Osona conjuntament amb Albert Anglada i Jordi Fàbrega.
Durant la ràtzia de l'Operació Garzón de 1992 un mes abans de la inauguració dels Jocs Olímpics de Barcelona, va ser detingut i torturat amb electroxocs a les extremitats, i acusat finalment de ser el màxim responsable de l'aparell logístic de Terra Lliure durant la darrera etapa de l'organització armada. Amb tot, va ser condemnat a 140 anys de presó en diferents judicis, fet que el converteix en l'independentista amb la condemna més llarga de la història. Va sortir en llibertat el 1996 beneficiat per l'indult col·lectiu a nombrosos independentistes. En data de 2017, forma part de la Candidatura d'Unitat Popular de Montesquiu.
El 29 de gener de 2023, unes dues-centes persones van concentrar-se a la plaça Major de Vic, en el mateix lloc on durant anys van mantenir una parada al mercat setmanal, en un acte d'homenatge a Pep Musté i la seva companya Teresa Putellas, com a «els primers referents polítics» de tota una generació i en reconeixement de llur trajectòria de dècades i compromís social i polític.

## Obra publicada
- Terra Lliure: punt de partida (1979-1995). Una biografia autoritzada. Barcelona: Edicions del 1979, 2012. ISBN 978-84-940126-0-0.[7]